# Pomme (sångerska)
Claire Isabelle Geo Pommet, känd som Pomme, född 2 augusti 1996 i Lyon, är en fransk singer-songwriter och musiker.  
Pomme växte upp i Lyonregionen. Musiken kom tidigt att få en betydande roll i hennes liv och vid sju års ålder gick hon med i en barnkör, La Cigale de Lyon. Som åttaåring upptäckte hon cellon. Genom en vän till hennes far introducerades hon till amerikansk folk- och countrymusik. Med tiden började hon skapa egna kompositioner och publicera dem som videor på YouTube.
19 år gammal flyttade Pomme till Paris för att studera engelska men avbröt studierna för att helt ägna sig åt musik.
I oktober 2017 utkom hennes första album i fransk chanson-stil, À peu près. I november 2019 gav Pomme ut sitt andra album med titeln Les Failles, där hon själv skrivit samtliga låtar tillsammans med Albin de la Simone .

## Diskografi

### Studioalbum
- À peu près (2017)
- Les Failles (2019)

### EP:s
- En cavale (2016)
- À peu près - Sessions montréalaises (2018)

### Singlar
- "Ma meilleure ennemie" (2024)